# NGC 79
NGC 79 — эллиптическая галактика в созвездии Андромеды. Расположена на расстоянии около 240 млн св. лет от Солнца. Диаметр составляет около 20 тыс. св. лет, что позволяет отнести NGC 79 к карликовым галактикам.
Данную галактику открыл в ноябре 1884 года французский астроном Гийом Бигурдан.
Галактика NGC 79 входит в состав группы галактик NGC 80. Помимо NGC 79 в группу также входят ещё 12 галактик.